# Francesco Castegnaro
Francesco Castegnaro (San Bonifacio, 28 april 1994) is een Italiaans baan- en wegwielrenner.

## Carrière
In 2014 werd Castegnaro samen met Michael Bresciani, Piergiacomo Marcolina en Alex Buttazzoni nationaal kampioen ploegenachtervolging. Drie jaar eerder was hij dit, zonder de finale te rijden, al bij de junioren geworden.

## Baanwielrennen

### Palmares
| Jaar     | IK                                                  | EK       | WK       | Overig   |
| Junioren | Junioren                                            | Junioren | Junioren | Junioren |
| -------- | --------------------------------------------------- | -------- | -------- | -------- |
| 2011     | Ploegenachtervolging, Achtervolging                 |          |          |          |
| 2012     |                                                     | Scratch  |          |          |
| Elite    |                                                     |          |          |          |
| 2013     | Omnium, Scratch, Puntenkoers, Ploegenachtervolging  |          |          |          |
| 2014     | Ploegenachtervolging, Teamsprint, Ploegkoers, Derny |          |          |          |
| 2015     |                                                     |          |          |          |